# گراچانیتسا (پرییپویه)
گراچانیتسا (به صربی: Gračanica) یک منطقهٔ مسکونی در صربستان است که در پریژپولجه واقع شده‌است. گراچانیتسا ۱۹۹ نفر جمعیت دارد.